# Mohnton
Mohnton è una borough degli Stati Uniti d'America, nella contea di Berks nello Stato della Pennsylvania. Secondo il censimento del 2000 la popolazione è di 2.963 abitanti.

## Società

### Evoluzione demografica
La composizione etnica vede una maggioranza di quella bianca (96,79%), seguita da quella afroamericana (1,11%) dati del 2000.
| borough di Mohnton Popolazione |       |
| 2000                           | 2.963 |
| Stima al 2009                  | 3.084 |